# Priocera
Priocera là một chi bọ cánh cứng trong họ Cleridae. Có khoảng bảy loài được ghi nhận trong chi Priocera.

## Các loài
- Priocera apicalis Thomson, 1860 g
- Priocera aurosignata

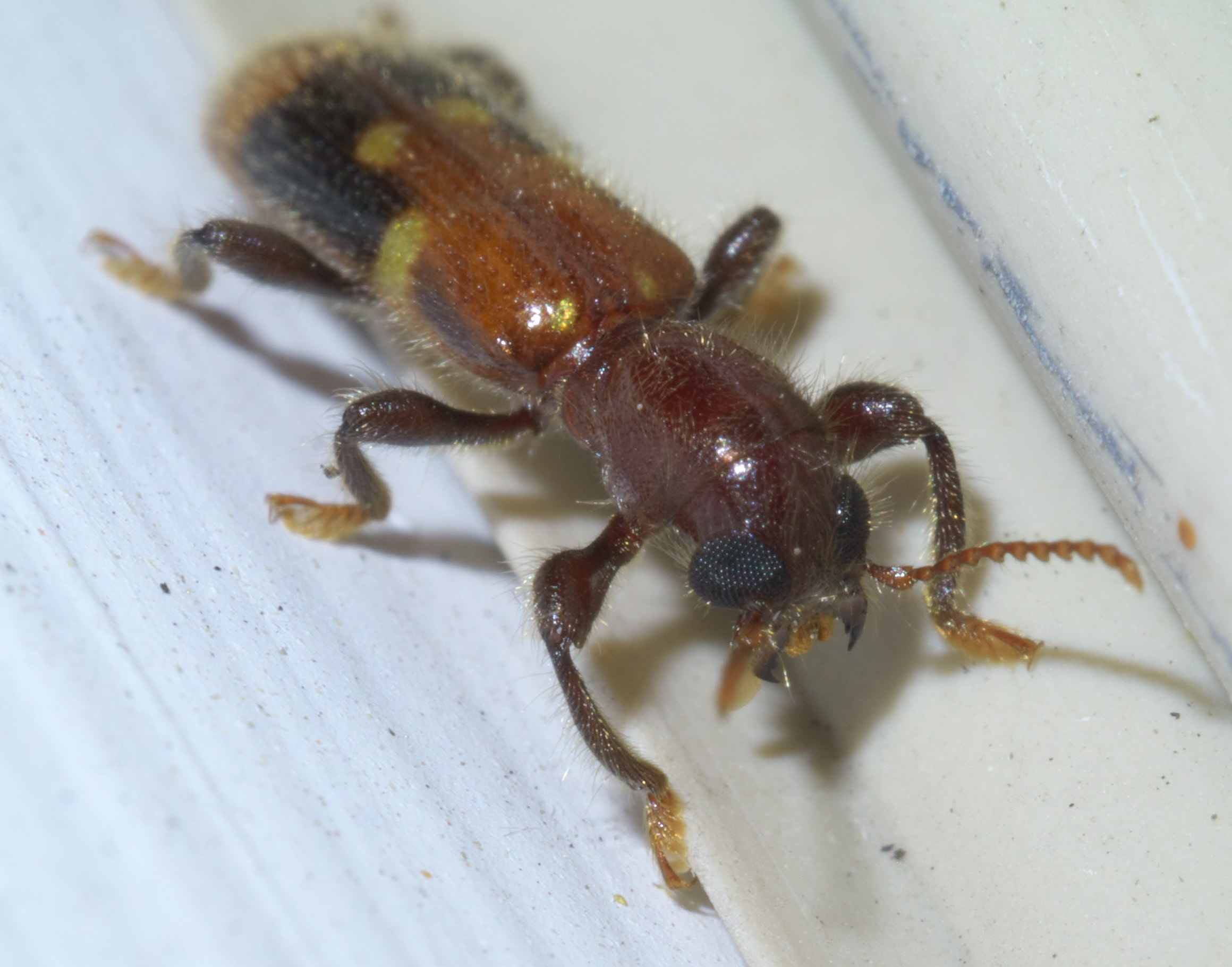
Priocera castanea

- Priocera castanea (Newman, 1838) i c g b
- Priocera catalinae Cazier, 1939 i c g
- Priocera chiricahuae Knull, 1939 i c g b
- Priocera pusilla Kirby, 1826 i c g
- Priocera quadrigibbosa Thomson, 1860 g
- Priocera spinosa (Fabricius, 1801) g

Data sources: i = ITIS, c = Catalogue of Life, g = GBIF, b = Bugguide.net